# 통통이 삼총사
통통이 삼총사는 한국몬테소리에서 출시한 유아 영어 교육용 비디오 애니메이션이다.

## 등장인물 목록
- 통통이 (Tongtong) - 갈색 곰 소년 성우 : 나수란 몬테소리판 KBS판 오세홍
- 토삐 (Toppi) - 분홍색 토끼 소녀 성우 : 몬테소리판,KBS판 전기병 은비 까비 편 중 은비 목소리와 같음 KBS판 최수민 2001년
- 찌찌 (Ccicci) - 회색 쥐 소년 성우 : 몬테소리판 유지영 KBS판 장정진

## 에피소드 목록
한국몬테소리 유튜브 채널에 "추억의 몬테소리" 재생 목록의 풀영상만 보실 수 있다.

### 꼬맹이 비디오 영어방 - 통통이 삼총사 I (1993)
- 제1편 : 용궁 구경 (Submarine Palace Treveling)
- 제2편 : 운동회 (Children's Ground Festival)
- 제3편 : 이상한 거울 (A Magic Mirror)
- 제4편 : 토끼와 거북 (A Here And Two Tortoiese)
- 제5편 : 뭐든지 상점 (Shopping in English)
- 제6편 : 새로운 친구 (A New Friend)
- 제7편 : 외계인 (E.T)
- 제8편 : 램프 거인 (A lamp giant)
- 제9편 : 토미와 찰리 (Tommy and Charley)
- 제10편 : 잉어와 야구공 (An old carp and a baseball)

### 꼬맹이 비디오 영어방 - 통통이 삼총사 II (1997)
- 제1탄 : 여행은 즐거워 (It's fun to travel)
- 제2탄 : 아기 보기는 힘들어 (It's hard to be a Baby-sitter)
- 제3탄 : 시골에서 방학을 (Hoilday in the country)
- 제4탄 : 토삐의 생일 (Toppi's birthday)
- 제5탄 : 세계 일주 (Around the world)
- 제6탄 : 감기에 걸렸어요 (I have a cold)
- 제7탄 : 통통이의 하루 (Tongtong's day)
- 제8탄 : 소풍 (Picnic)
- 제9탄 : 보물찾기 (Treasure hunting)
- 제10탄 : 학예회 (A class day)

## 스태프
- 세영동화(1기), GAV 미디어(2기)
- 기획, 발행:한국몬테소리